# Греко-бактрийские цари
Греко-бактрийские цари — царские династии, правившие в Греко-бактрийском царстве в 256 до н. э. — 55 до н. э.
Диодотиды — (правили в Бактрии, Согдиане, Фергане и Арахозии)
- ок. 256—248 гг. до н. э. Диодот I
- ок. 248—235 гг. до н. э. Диодот II

Евтидемиды — (правили в Бактрии, Согдиане, Фергане и Арахозии)
- ок. 235—200 гг. до н. э. Евтидем I
- ок. 200—185 гг. до н. э. Деметрий I Аникет
- ок. 200—190 гг. до н. э. Евтидем II
- ок. 185—175 гг. до н. э. Панталеонт
- ок. 180—165 гг. до н. э. Агафокл Бактрийский
- ок. ? — 130 гг. до н. э. Поликсен Эпифан Сотер
- ок. ? — 125 гг. до н. э. Зоил I
- 120—115 гг. до н. э. Лисий Аникет
- ок. ? — 85 гг. до н. э. Теофил[англ.]

Антимахиды — (правили в Арахозии, Гандхаре и Пенджабе)
- ок. 190—180 гг. до н. э. Антимах I
- ок. 180—165 гг. до н. э. Деметрий II
- ок. 155—130 гг. до н. э. Менандр I (инд. Милинда)
- ок. ? — 130 гг. до н. э. Эпандер
- ок. 130—125 гг. до н. э. Антимах II[англ.]
- ок. 130 — 95 гг. до н. э. Стратон I[англ.]
- ок. 125—115 гг. до н. э. Филоксен Аникет[англ.]
- ок. 115 — 95 гг. до н. э. Аполлодот I[англ.]
- ок. 95 — 85 гг. до н. э. Никий[англ.]
- ок. 95 — 80 гг. до н. э. Зоил II[англ.]
- ок. 95 — 80 гг. до н. э. Дионисий Сотер[англ.]
- ок. 95 — 80 гг. до н. э. Аполлофан Сотер
- ок. 85 — 70 гг. до н. э. Гиппострат[англ.]
- ок. 80 — 65 гг. до н. э. Аполлодот II[англ.]

Евкратиды — (правили в Бактрии и Согдиане)
- Эвкратид I 171 до н. э. — 166 до н. э.
- Платон 166 до н. э. — ?
- Гелиокл 155 до н. э. — 140 до н. э.
- Евкратид II 140 до н. э. — ?
- Архебий[англ.] 130 до н. э. — 120 до н. э.
- Гелиокл II[англ.] 120 до н. э. — 115 до н. э.
- Антиалкид 115 до н. э. — 95 до н. э.
- Артемидор Аникет[англ.] ? — 95 до н. э.
- Певколай Дикайос Сотер ? — 95 до н. э.
- Диомед Сотер[англ.] 95 до н. э. — 85 до н. э.
- Телеф Эвергет[англ.] 95 до н. э. — 80 до н. э.
- Аминта Никатор 85 до н. э. — 75 до н. э.
- Гермей[англ.] 75 до н. э. — 55 до н. э.